# شهرستان آسینوفسکی
شهرستان آسینوفسکی (به لاتین: Asinovsky District) یک شهرستان در روسیه است که در استان تومسک واقع شده‌است.